# Mastrus albobasalis
Mastrus albobasalis är en stekelart som först beskrevs av Otto Schmiedeknecht 1933.  Mastrus albobasalis ingår i släktet Mastrus och familjen brokparasitsteklar. Inga underarter finns listade i Catalogue of Life.